# Себри
Себрите, според Душановия законник, са късносредновековна социална прослойка на Сръбското царство, чиито членове са в подчинено положение спрямо останалите класи в средновековна Сърбия. Терминът себър започва широко да го използвате по време на царуването на цар Стефан Душан, като има различни интерпретации за това какви категории от населението обхваща. В Душановия кодекс точно се определя правното положение себъра, на не и обхвата на понятието. Една част от авторите тълкуват, че себри са всички свободни селяни, включително и жителите на градовете във вътрешността на Сърбия. По-късни тълкувания сочат, че терминът себри обобщава свободното население, с изключение на населението в градовете (търговци и занаятчии), които имат специален статут. По-късно това понятие се превръща в синоним само на селско население.

## Класификация
По отношение правата и задълженията, които са имали, в статутът на себъра попадат:
- меропси – зависими земеделски производители;
- власи — зависими скотовъди;
- сокалници и селски занаятчии – също зависимо население, но с по-малки задължения по отношение на земеделието;
- отроци – обезправен слой от населението, роби;
- селското духовенство, които само отчасти принадлежат към себърството, тъй като притежават недвижими имоти.

### Меропси
Меропсите са зависими безимотни земеделски производители в средновековна Сърбия. За тях все още се използват и термините землянин, сърблин, в множ. число земни хора или само хора. Според това на какъв господар са подчинени, се различават три вида меропси: владареви, властеоски и църковни. Най-запазени исторически данни от източници има за църковните меропси. Задълженията им не са идентични. Меропсите са принудени да работят на своя господар и да му изплащат добивите си като натурална рента. Теодор Тарановски се изказва, че има три системи за определяне на задълженията на меропите-според:
- размерът на земята, която те трябва да подложат на обработка;
- броят на работните дни, което е трябвало меропсът да прекара, работейки върху земята на собственика;
- системата с плащания на парче.

Системата с плащания се ползва в случаите, когато господаревата аренда е малка, но ако става дума за по-голям парцел, се използват други две системи. Страничните задължения на меропсите обхващат ремонти на градските стени, поддръжка на пътищата и осигуряване на подслон и храна за владетеля или феодала в случай на нужда.
Като се има предвид различното положение на меропсите, Душановият законник се опитва да унифицира техните задължения: да работи за господаря два дни в седмицата, като му коси сено, окопава лозето, плаща годишна „царева перпера“ (паричен данък), не напуска земята, която обработва. Кодът позволява на меропса да се съди с господар и цар, ако изискванията на висшестоящия по отношение на работа са повече, отколкото е предписано.

### Власи
Да не се бърка с етноса власи.
В средновековна Сърбия, власите са полуномадско население, занимаващо се с животновъдство. Те имат същия статут, както и меропси по отношение на зависимост от феодалния господин и са прикрепени към него, но техните задължения са различни, което произтича от естеството на тяхната професия.
Основното задължение на власът е провеждане на паша за господарските стада. Освен тези задължения, власите също са били задължени да плащат данък в стока или добитък, наричан травнина. В случай на нужда, власът трябва да даде осигури товарни животни на феодала за превоз или пренос. Власите, които пасат господарското стадо, получават за заплащане добитък. Това заплащане се нарича белег или месечина. Това означава, че е напълно възможно власите да са били в по-изгодна позиция, отколкото меропсите. Много от земеделските производители са се опитвали да променят професията си и да се отдадат на скотовъдство. Феодалите ограничават подобна практика от страх да не загубят земеделска работната ръка.

### Сокалници и селски занаятчии
Правното положение на сокалника и селския занаятчия не е възможно точно да се определи на базата на наличните днес източници. Изследователите Драгош Йевтич и Драголюб Попович посочват, че сокалниците и селските занаятчии имат задължения от същия вид като и меропси, но и тези ангажименти са по-малко на брой. Има различни мнения за това какво точно е професията на сокалника. Стоян Новакович и Александър Соловьов смятат, че сокалниците са прислуга в големи имоти, като основно работят кухненски дела, както и че с течение на времето получават и други задължения. Вероятно те са ангажирани в селското стопанство, но имат и някои професионални специализирани умения.

### Отроци
Отроците са най-обезправената прослойка от населението в средновековна Сърбия. Те са обект на собственост и част от имота на собственика. Собственикът им може да ги продаде или да ги даде в наследство. Има две позиции в Душановия кодекс, които осигуряват известна защита за отроците и представляват ограничение спрямо превишаване на правата над тях. В член 44 се забранява предоставянето на отроци в зестра и в член 21, който забранява да се продава християнин на иноверник.
В литературата дълго време има спор за това дали позицията на опрощаване е робска. Противниците на тази теза често се позовават на член 67 от Законника, в който не се прави разлика между отроци и меропси по отношение на задълженията към феодала, в случай когато отроци в едно село живеят и работят с меропси. Сред поддръжниците на тезата, че отроците са роби е и Тарановски, Йевтич и Попович. Член 46 на Законника предвижда, че в отрокът може да бъде освободен от господаря си, съпругата му или синът му.

### Селското духовенство
Селското духовенство само отчасти принадлежи на себърския институт. Член 31 от Законника определя три вида селски попове:
1. попове-бащиници;
2. попове, които поддържат „три ниви според закона“;
3. попове, които държат повече от три ниви.

Поповете-бащиници са свободни и нямат феодални задължения, така че не принадлежат към себрите по критерия безимотност. Ако свещеник няма наследствен имот, то прекият му феодал е длъжен да му отстъпи три нови за обработка. Тарановски смята се, че тези свещеници са били свободни от всякакъв вид личен труд, но трябва да се отчетат пред феодалния собственик с определена рента, което ги поставя н себърството по критерия зависимост.